# Cutie Q
Cutie Q (キューティーＱ Kyūtī Kyū?) es un juego de arcade híbrido de pinball de video/rompe bloques de 1979 desarrollado y publicado por Namco en Japón. El jugador controla un conjunto de paletas con un botón giratorio, el objetivo es sumar tantos puntos como sea posible al desviar una bola contra bloques, fantasmas, hilanderos y otros objetos en el campo de juego. Fue diseñado por Shigeru Yokoyama, con spritework realizado por Toru Iwatani. Es el tercer y último juego de la trilogía Gee Bee.
Cutie Q se describe como el primer "juego de personajes" de Namco, gracias al uso de diseños de personajes coloridos y lindos, una elección que sería una gran influencia en el próximo proyecto de Iwatani, Pac-Man. El título se deriva de la versión de 1968 de la canción Susie Q de la banda Creedence Clearwater Revival, de la que Iwatani era fan. Para reducir los costos de fabricación, solo se vendió como un kit de conversión para las unidades recreativas Gee Bee y Bomb Bee más antiguas.
El juego fue portado a PlayStation en 1996 como parte del lanzamiento japonés de Namco Museum Vol. 2, con Bomb Bee incluido como un extra desbloqueable: las versiones internacionales los reemplazarían a ambos con Super Pac-Man. El juego se incluyó más tarde en Namco Museum Remix de 2007 para Wii, y más tarde en su actualización de 2010 Namco Museum Megamix. Se lanzó un puerto japonés para teléfonos móviles para servicios Yahoo! Keitai en 2008, donde pasó a llamarse QTQ. Se desarrollaron puertos para Sharp X1 y PC-9801, pero luego se cancelaron.

## Jugabilidad
Cutie Q es un videojuego rompe bloques mezclado con elementos que se encuentran en las mesas de pinball. El jugador controla un conjunto de paletas usando un dial giratorio, el objetivo es anotar tantos puntos como sea posible al desviar una pelota contra objetos en el campo de juego - estos incluyen formaciones coloridas de "bloques de arcoíris", fantasmas rosados conocidos como "Minimon", ruedas giratorias que ralentizan la bola y pequeñas criaturas amarillas conocidas como "Walkmen" que aparecen cuando se destruye una formación completa de bloques.
El centro de la pantalla tiene un conjunto de símbolos de vuelco con caras tristes, y tocarlos con la pelota hará que se vuelvan felices; encenderlos todos aumenta el multiplicador de puntuación. Se otorga una bola extra tocando cada uno de los símbolos con letras que se encuentran a ambos lados de la pantalla, o haciendo que la bola choque con los bloques de drenaje verdes que se encuentran en la parte inferior.  Hacer que la pelota toque la paleta inferior reemplazará las formaciones de ladrillos despejadas y aumentará la cantidad de Minimon en la pantalla.

## Desarrollo y lanzamiento
Cutie Q fue desarrollado y lanzado por Namco en noviembre de 1979, luego del lanzamiento de Galaxian. El juego fue diseñado por Shigeru Yokoyama, conocido por su trabajo en Galaga, mientras que Toru Iwatani diseñaría varios de los sprites. Es el tercer juego de la trilogía Gee Bee y, al igual que sus predecesores, fue el resultado de un compromiso con Namco, quien no estaba interesado en crear máquinas de pinball. Fue descrito como el primer "juego de personajes" de Namco por el uso de personajes lindos y coloridos, una elección de diseño que tendría una gran influencia en el próximo trabajo de Iwatani, Pac-Man. El nombre se deriva de la versión de la banda Creedence Clearwater Revival de la canción "Susie Q" de 1957, de la que Iwatani era fan. Para ayudar a ahorrar costos de fabricación, Cutie Q solo se vendió como un kit de conversión para las unidades arcade más antiguas de Gee Bee y Bomb Bee.
Cutie Q fue portado a PlayStation como parte del lanzamiento japonés de Namco Museum Vol. 2 en 1996, que también incluyó a su predecesor Bomb Bee como un extra desbloqueable. Ambos títulos serían reemplazados por Super Pac-Man en lanzamientos internacionales. También se lanzó una "caja de coleccionista" de edición limitada en Japón que incluía el juego con un controlador de paleta y material promocional de réplica para los juegos incluidos. Cutie Q también se incluyó en la compilación de 2007 Namco Museum Remix para Wii como uno de los nueve títulos de arcade incluidos, así como en su actualización de 2010 Namco Museum Megamix. Se lanzó un puerto japonés para teléfonos móviles para servicios de red Yahoo! Keitai el 1 de septiembre de 2008, renombrado a QTQ.
En 1987, Dempa, un desarrollador que había trabajado con Namco para llevar muchos de los títulos arcade de la compañía a las computadoras hogareñas en Japón, estaba desarrollando un puerto de Cutie Q y su predecesor Bomb Bee para el Sharp X1.  La programación fue realizada por Mikito Ishikawa, quien estaba fascinado con el código fuente de la versión arcade. El juego fue cancelado debido al inminente aumento de consolas más poderosas, en particular la Sega Mega Drive, y Dempa creía que Ishikawa estaba proponiendo el puerto como una especie de broma. Ishikawa estaba desarrollando un segundo puerto para el PC-9801 a mediados de la década de 1990; un trato con Namco estaba casi terminado; sin embargo, se canceló nuevamente debido a que la compañía lo transfirió a PlayStation para Namco Museum Vol. 2.

## Recepción y legado
En su cobertura del Namco Museum Vol. 2, Computer and Video Games calificó el juego de "brillantemente adictivo" por combinar la jugabilidad de Breakout y las mesas de pinball, así como por la inclusión de un controlador de paleta "auténtico" para jugarlo. En una retrospectiva, Earl Green de Allgame señaló la importancia del juego para la creación de Pac-Man con sus coloridos diseños de personajes. Kristan Reed de Eurogamer fue más negativo, calificando el juego de "basura" en su reseña de Namco Museum Remix, comentando que si bien el juego era interesante por su valor histórico, dijo que los jugadores solo lo jugarían durante unos minutos antes de aburrirse.
Casi una década después del lanzamiento de Cutie Q, Namco lanzaría un juego de rompe bloques similar en 1987, Quester, en un esfuerzo por competir contra Arkanoid de Taito - Iwatani fue asignado como productor del proyecto. Aunque no está directamente relacionado con la trilogía de Gee Bee, la etapa 26 del juego está diseñada después de un Rainbow Block Cutie Q. Este juego fue portado a la consola virtual de Wii japonesa en 2009, renombrado como Namco Quester.